# Orimarga (Diotrepha) arawak
Orimarga (Diotrepha) arawak is een tweevleugelige uit de familie steltmuggen (Limoniidae). De soort komt voor in het Neotropisch gebied.